# Renodes vulgaris
Renodes vulgaris là một loài bướm đêm trong họ Erebidae.